# Młynarze (Maków)
Pour les articles homonymes, voir Młynarze.
Młynarze (prononciation : [mwɨˈnaʐɛ]) est un village polonais de la gmina de Młynarze dans le powiat de Maków de la voïvodie de Mazovie dans le centre-est de la Pologne.
Le village est le siège administratif (chef-lieu) de la gmina appelée gmina de Młynarze.
Il se situe à environ 25 km au nord-est de Maków Mazowiecki (siège du powiat) et à 89 km au nord de Varsovie (capitale de la Pologne).
Le village possède approximativement une population de 1 950 habitants.

## Histoire
De 1975 à 1998, le village appartenait administrativement à la voïvodie d'Ostrołęka.